# SSAB
SSAB AB, tidligere Svenskt Stål AB, (NASDAQ OMX: SSAB A) er en svensk stålkoncern, som i dag er Nordens største producent af handelsstål.

## Verksamhet
SSAB har værker i Luleå, Borlänge, Oxelösund, Finspång, Brahestad, Tavastehus, Montpelier (Iowa, USA) og Mobile (Alabama, USA). Hovedkontoret ligger i Stockholm. I 2010 havde SSAB omkring 8.700 ansatte. I 2010 var produktionen på 5,7 mio. tons malmbaseret råstål. Højovne findes i Luleå og Oxelösund. SSAB's hovedprodukter er tyndplader, som fremstilles i Luleå og Borlänge, og grovplader, som fremstilles i Oxelösund, med fokus på højstyrke til konstruktions- og holdbarhedsstål. Blandt datterselskaberne er Dickson Plåt Service Center (klipning av bland andet tyndplader), Plannja (byggepladeprodukter) samt Tibnor, som er SSAB's handelsselskab.

## Historie
Svenskt Stål blev etableret i 1978 som en del af en riksdagsbeslutning om at omstrukturere svensk stålindustri. Stålvirksomheden i Stora Kopparbergs Bergslags AB (miner og Domnarvets Jernverk), Gränges AB (miner, jernværket i Oxelösund og jernbanebevægelsen TGOJ) samt statslige Norrbottens Järnverk AB (NJA) i Luleå blev overtaget af SSAB. På daværende tidspunkt arbejde omkring 18.000 i jernværker, miner, handel og jernbaner.
Virksomheden blev børsnoteret i 1989 og i 1992 solgte den svenske stat sine resterende aktier i SSAB.